# Caroline B. Cooney
Caroline B. Cooney (Geneva (New York), 10 mei 1947) is een Amerikaans schrijver van thrillers, romantische, horror-, fantasy- en mysteryboeken voor de jeugd en volwassenen.

## Biografie
Cooney werd geboren in 1947 in Geneva, NY en groeide op in Old Greenwich, Connecticut. Ze ging van 1965 tot 1966 naar de Universiteit van Indiana en van 1966 tot 1967 naar de Massachusetts General Hospital School of Nursing. Vervolgens ging ze in 1968 naar de Universiteit van Connecticut maar slaagde er niet in om een diploma te behalen.
In 1979 publiceerde ze haar eerste jeugdroman genaamd Safe as the Grave, in 1980 gevolgd door een thriller bedoeld voor een volwassen lezerspubliek, genaamd Rear-View Mirror. Cooney verdeelt haar carrière tussen schrijven voor tieners en volwassenen. Ze schreef veel romans in verschillende literaire genres, met een voorliefde voor fantasy en thrillers (zoals de Janie Johnson-reeks), evenals het horrorgenre met de Losing Christina-reeks.
Cooney's boeken hebben verschillende onderscheidingen ontvangen, waaronder een IRA-CBC Children's Choice en een ALA Best Book for Young Adults. Diamonds in the Shadow werd uitgeroepen tot ALA/YALSA Quick Pick 2008. Ze werd drie maal genomineerd voor de Edgar Allan Poe Award, in 2008 voor Diamonds in the Shadow (Best Young Adult), in 2010 voor If the Witness Lied (Best Young Adult) en in 2021 voor Before She Was Helen (Best Novel).

### Alleenstaande romans
- Safe as the Grave (1979)
- Rear-View Mirror (1980)
- The Paper Caper (1981) (met Gail Owens)
- An April Love Story (1981)
- Nancy and Nick (1982)
- The Personal Touch (1982)
- He Loves Me Not (1982)
- Sand Trap (1983)
- Holly in Love (1983)
- Sun, Sea and Boys (1984)
- Nice Girls Don't (1984)
- I'm Not Your Other Half (1984)
- Don't Blame the Music (1986)
- The Rah Rah Girls (1987)
- Among Friends (1987)
- The Girl Who Invented Romance (1988)
- Camp Girl-Meets-Boy (1988)
- Family Reunion (1989)
- Summer Love (1990)
- Camp Reunion (1991)
- The Party's Over (1991)
- Twenty Pageants Later (1991)
- Freeze Tag (1992)
- Flight #116 Is Down (1992)
- Operation: Homefront (1992)
- Perfume (1993)
- Forbidden (1993)
- The Stranger (1993)
- Emergency Room (1994)
- Driver's Ed (1994)
- Twins (1994)
- Unforgettable (1994)
- Night School (1995)
- Flash Fire (1995)
- Wanted! (1997)
- The Terrorist (1997)
- What Child is This?: A Christmas Story (1997)
- Prisoner of Time (1998)
- Hush Little Baby (1999)
- Burning Up (1999)
- Tune in Anytime (1999)
- Mummy (2000)
- Mercy (2001) (aka The Ransom of Mercy Carter)
- Fatality (2001)
- Goddess of Yesterday (2002) (aka On the Seas to Troy)
- Evil Returns (2003)
- Fatal Bargain (2003)
- The Vampire's Promise: Deadly Offer (2003)
- Code Orange (2005)
- Hit the Road (2006)
- A Friend at Midnight (2006)
- Enter Three Witches (2007)
- Diamonds in the Shadow (2007)
- A Night to Remember (2009)
- If the Witness Lied (2009)
- They Never Came Back (2009)
- Three Black Swans (2010)
- The Lost Songs (2011)
- No Such Person (2015)
- Before She Was Helen (2020)
- The Grandmother Plot (2021)
- Wrong Good Deed (2022)

### Night to Remember-reeks
- Saturday Night (1986)
- Last Dance (1987)
- New Year's Eve (1988)
- Summer Nights (1988)

### The Vampire's Promise-trilogie
- Deadly Offer (originele titel: The Cheerleader) (1991)
- Evil Returns (originele titel: The Return of the Vampire) (1992)
- Fatal Bargain (originele titel: The Vampire's Promise) (1993)

### Janie Johnson-reeks
- The Face on the Milk Carton (1990)
- Whatever Happened to Janie? (1993)
- The Voice on the Radio (1996)
- What Janie Found (2000)
- What Janie Saw (e-book, kort verhaal, 2012)
- Janie Face to Face (2013)

### Losing Christina-reeks
- The Fog (1989)
- The Snow (1991)
- The Fire (1992)

The Losing Christina-boeken werden later hertiteld naar: Fog, Snow en Fire.

### Time Travelers Quartet-reeks
- Both Sides of Time (1995)
- Out of Time (1996)
- Prisoner of Time (1998)
- For All Time (2001)

## Adaptaties
- 1984: Rear-View Mirror, een Amerikaanse televisiefilm geregisseerd door Lou Antonio en gebaseerd op het gelijknamige boek.
- 1995: The Face on the Milk Carton, een Amerikaanse televisiefilm geregisseerd door Waris Hussein en gebaseerd op het gelijknamige boek.[4]